# Маникюр
Маникюрът е козметична разкрасяваща процедура за ноктите на ръцете, която се извършва вкъщи или в специализирано студио за красота. Обичайно процедурата включва пилене и оформяне на ръбовете на нокътя, премахването или изразяването на мъртви тъкани, обработване с различни течности и нанасянето на лак за нокти. Когато процедурата се прилага върху ноктите на краката, тогава става въпрос за педикюр.
Някои маникюри включват рисуване на картинки по ноктите, поставяне на готови стикери или имитации на скъпоценни камъни. Други процедури могат да включват поставянето на изкуствени нокти (ноктопластика), връхчета или акрил.
В много случаи, професионалните маникюристи трябва да имат лиценз и подлежат на определени регулации. Тъй като кожата се манипулира и понякога се изрязва, съществува риск от разпространяване на инфекция, когато се използват инструменти без нужното стерилизиране върху много хора.

## История
Маникюрът датира като практика от поне 5000 г. в Индия, където се е използвала хна за лакиране на ноктите. Практиката се разпространява в Китай, където императрица Цъси става известна със своите дълги и украсени нокти. Въпреки че са били изкуствени, тя се е грижила за тях. Впоследствие маникюрът става популярна мода и сред жените без дълги нокти.
В южната част на Вавилония благородниците са използвали златни инструменти, за да си правя маникюри и педикюри. Употребата на лак за нокти може да се проследи дори до още по-рано. Около 3000 г. пр.н.е. в Китай цветът на ноктите е обозначавал социалния статут на човек. Кралските особи са лакирали ноктите си в червено и черно. В Древен Египет лакирането на ноктите датира от 2300 г. пр.н.е. Клеопатра VII е лакирала ноктите си в тъмночервено, а Нефертити ги е лакирала в светло рубинен нюанс.

### Френски маникюр
Така нареченият френски маникюр е измислен от Джеф Пинк, основател на професионалната марка за нокти ORLY, през 1976 г., който се заема да измисли маникюр, който да си пасва с промените в тоалета на дамите. Ноктите с френски маникюр се характеризират с естествен или розов основен цвят и бели връхчета. Има няколко различни вида ''френски маникюр'' и те са: класически, дъгов връх, блестящ връх, флорален връх, неонов връх, геометричен връх, двойно дървен връх, омбре френски маникюр и обърнат френски маникюр.

## Галерия
- Френски маникюр
- Поставяне на брокат върху маникюр
- Маникюр с рисунки
- Разноцветен маникюр
- Матов черен маникюр на бели точки